# Nikolaus Kirberger
Nikolaus Kirberger – malarz niemiecki czynny w latach 1519-1521, przedstawiciel szkoły naddunajskiej. 
Pracował w warsztacie Albrechta Altdorfera, gdzie wykonał prawdopodobnie kilka kopii lub własnych interpretacji zaginionych obrazów Altdorfera. Jego osobę identyfikuje się z Mistrzem Historii, który podpisywał swoje grafiki monogramem NK i był również powiązany z pracownią Altdorfera.